# Nepal op de Olympische Winterspelen 2006
Tijdens de Olympische Winterspelen van 2006 die in Turijn werden gehouden nam Nepal deel met een sporter.
Dachhiri Sherpa nam voor zijn land deel aan het onderdeel langlaufen.

## Deelnemers en resultaten
(m) = mannen, (v) = vrouwen 

### Langlaufen
| Olympiër        | Onderdeel      | Resultaat | Prestatie |
| --------------- | -------------- | --------- | --------- |
| Dachhiri Sherpa | 15 km klassiek | 94e       | 56.47,1   |